# Tribalism
Tribalism — другий збірник пісень британського рок-гурту Enter Shikari, він був випущений 22 лютого 2010 року. Містить в собі два нових треки, ремікси та концертні треки.

## Список композицій
1. Tribalism - 5:05
2. Thumper - 3:44
3. All Eyes on the Saint - 5:51
4. We Can Breathe in Space (Radio Edit) - 4:03
5. Insomnia (Live) - 4:32
6. Juggernauts (Nero Remix) - 5:01
7. No Sleep Tonight (The Qemists Remix) - 5:58
8. Wall (High Contrast Remix) - 4:32
9. No Sleep Tonight (Mistabishi Remix) - 4:16
10. Juggernauts (Blue Bear's True Tiger Remix) - 4:55
11. No Sleep Tonight (Rout Remix) - 4:11
12. No Sleep Tonight (LightsGoBlue Remix) - 4:37
13. Havoc A (Live) - 1:47
14. Labyrinth (Live) - 3:24
15. Hectic (Live) - 4:01